# 浅里昌吾
浅里 昌吾（あさり しょうご、1974年5月17日 - ）は、日本の俳優。
鹿児島県出身。鹿児島市立中山小学校卒業、鹿児島市立谷山北中学校卒業。身長176cm。血液型A型。趣味はバイク、旅行、読書。特技はタップダンス。所属事務所は有限会社バイ・ザ・ウェイ。

## 出演

### テレビドラマ
- 当番弁護士3（1997年、日本テレビ）
- 救命病棟24時（フジテレビ）
- リカ（2003年、テレビ朝日）
- 僕だけのマドンナ（2003年、フジテレビ）
- 東京湾景（2004年、フジテレビ）第10話をのぞく
- エンジン（2005年、フジテレビ）
- 蓮丈那智フィールドファイル（2005年、フジテレビ）
- 小早川伸木の恋（2006年、フジテレビ）
- 医龍-Team Medical Dragon-（2006年、フジテレビ）
- 愛と死をみつめて（2006年、テレビ朝日）
- スカルマン（2007年4月22日、フジテレビ）
- 山おんな壁おんな（2007年、フジテレビ）
- ユンゲル（2008年、フジテレビ）
- 松本清張生誕100年特別企画・疑惑（2009年1月24日、テレビ朝日）
- 松本清張生誕100年記念ドラマ・駅路（2009年4月11日、フジテレビ）
- 十津川刑事の肖像 人捜しゲーム（2009年5月8日、フジテレビ）
- 親父の一番長い日（2009年6月19日、フジテレビ）
- ありふれた奇跡（2009年、フジテレビ）第2話
- 流れ星（2010年、フジテレビ）第9話

- 警部補 矢部謙三2 第5話（2013年8月9日、テレビ朝日） - ヨンナーン王子 役[1]

### CM
- 武田薬品工業　アリナミンA
- 大塚製薬　ポカリスエット
- サニックス（2003年）
- 東京海上日動あんしん生命保険（2005年）
- トヨタ自動車　マークX　『走り続ける男篇』（2007年5月 - ）部下 役　佐藤浩市と共演

### Vシネマ
- パチンコバトルロワイアル（2001年）